# Lamas (Triacastela)
Lamas (llamada oficialmente Santo Isidro de Lamas do Biduedo) es una parroquia y una aldea española del municipio de Triacastela, en la provincia de Lugo, Galicia.

## Otras denominaciones
La parroquia también es conocida por el nombre de San Isidro de Lamas.

## Organización territorial
La parroquia está formada por cuatro entidades de población:
- Lagua Rebollinos (A Lagúa)
- Lamas
- Meizarán
- Viduedo (O Biduedo)

## Demografía

### Parroquia
| Gráfica de evolución demográfica de Lamas (parroquia) entre 2000 y 2021 |
|                                                                         |
| Datos según el nomenclátor publicado por el INE.                        |

### Aldea
| Gráfica de evolución demográfica de Lamas (aldea) entre 2000 y 2021 |
|                                                                     |
| Datos según el nomenclátor publicado por el INE.                    |